# Хунта (установа)

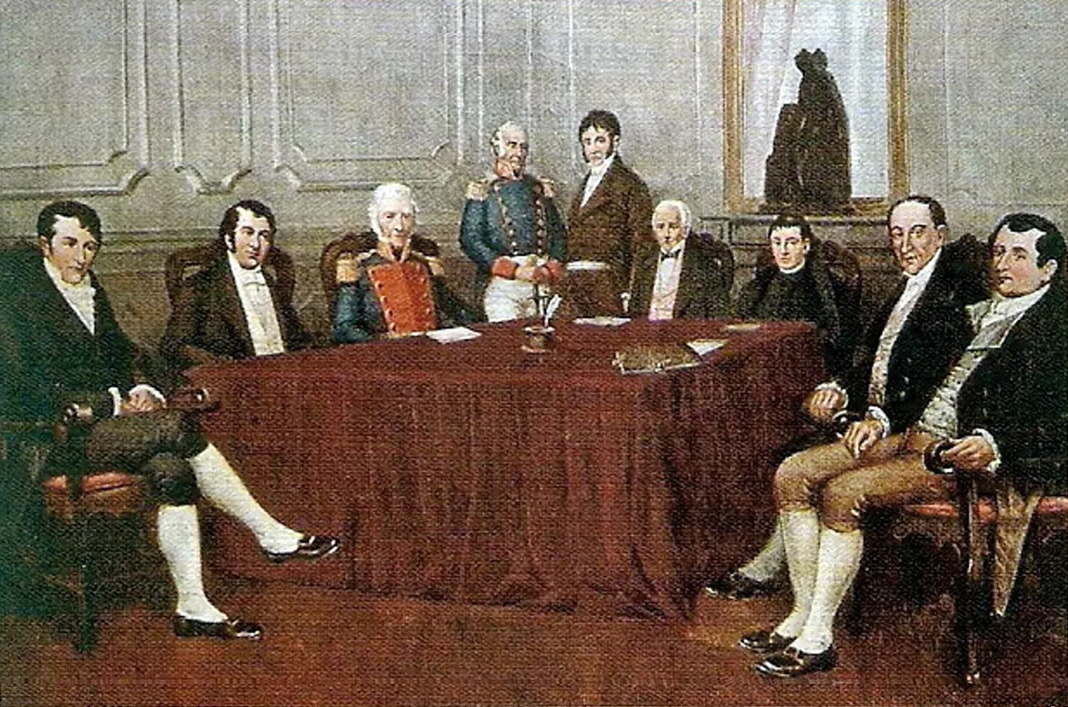
Прімера Хунта Віцекоролівство Ріо-де-ла-Плата

Ху́нта рідше ю́нта (ісп. Junta — рада, від лат. junctus — об'єднаний, пов'язаний) — урядовий орган виконавчої влади в деяких латиноамериканських державах; також назва громадсько-політичних організацій, комісій, об'єднань в Іспанії та країнах Латинської Америки.

## Походження поняття
Спочатку термін виник в Іспанії та позначав спілку, дорадчі збори особливо виборні. Зокрема до XVI століття застосовувався до зборів кортесів. Найвідомішою хунтою Нового часу стала хунта, скликана в Байонні Наполеоном Бонапартом з представників світської та духовної влади після зречення від престолу Фердинанда VII, яка 1808 року обрала королем Іспанії брата Наполеона Жозефа Бонапарта. Це в свою чергу викликало революцію, якою керували численні провінційні хунти — революційні комітети. Згодом, під час численних громадянських воєн і пронунціаменто, що тривали в Іспанії протягом XIX–XX сторіч, з'являлися ліберальні, радикальні, карлістські хунти. З часом в деяких мовах поняття трансформувалося і стало позначати політичну фракцію, а також саркастично збіговисько, кліку, камарилью. В українську мову в цьому значенні прийшло з російської.

## Центральна Верховна Хунта, 1808—1810
1808 року Наполеон змусив Карла IV і Фердинанда VII зректися прав на іспанський престол, і зробив королем Іспанії свого брата Жозефа. Однак це призвело до народного повстання, яке вилилося в затяжну війну. Королівська Верховна рада Кастилії проголосила що королівське зречення не має сили. Разом з вищими хунтами Мурсії, Валенсії, Севільї носієм вищої влади в країні 25 вересня 1808 в Аранхуесі була оголошена Центральна Верховна Правляча Хунта Королівства як єдиний законодавчий орган для всієї імперії та орган, що мав підготувати конституцію. Центральна Верховна Хунта проіснувала до 29 січня 1810 року, коли вона саморозпустилася, передавши владу Регентській раді Іспанії та Індії.
Сьогодні в Іспанії хунти — політичні збори, які складаються з виборних осіб для вирішення особливо важливих державних питань. В іспаномовних країнах, як правило, хунти — вищі колегіальні органи державної влади.

## Латиноамериканські хунти періоду війни за незалежність
В ході війни за здобуття незалежності іспанськими колоніями поняття хунти виникає як національна альтернатива іспанській колоніальній владі. Формувалися хунти, зазвичай, як місцеві органи влади. Більшість хунт були створені з вже існуючих кабільдо (муніципальних рад) з включенням до них інших видатних членів громади. латиноамериканські хунти не визнавали протекторату європейців і дотримувалися республіканських принципів та ідей.
| Рік  | Дата        | Назва                                    | Провінція Іспанської Імперії    | Сьогоднішня назва країни |
| ---- | ----------- | ---------------------------------------- | ------------------------------- | ------------------------ |
| 1808 | 5 серпня    | Мексиканська хунта                       | Віцекоролівство Нова Іспанія    | Мексика                  |
| 1808 | 21 вересня  | Хунта Монтевідео                         | Віцекоролівство Ріо-де-ла-Плата | Уругвай                  |
| 1809 | 25 травня   | Хунта Чукисака                           | Віцекоролівство Ріо-де-ла-Плата | Болівія                  |
| 1809 | 16 липня    | Хунта Туйтіва                            | Віцекоролівство Ріо-де-ла-Плата | Болівія                  |
| 1809 | 10 серпня   | Хунта Кіто                               | Віцекоролівство Нова Гранада    | Еквадор                  |
| 1810 | 19 квітня   | Верховна хунта де Каракас                | Генерал-капітанство Венесуела   | Венесуела                |
| 1810 | 22 травня   | Хунта де Картахена                       | Віцекоролівство Нова Гранада    | Колумбія                 |
| 1810 | 25 травня   | Прімера Хунта де Буенос-Айрес            | Віцекоролівство Ріо-де-ла-Плата | Аргентина                |
| 1810 | 3 липня     | Хунта екстраодинарна де-Сантьяго-де-Калі | Віцекоролівство Нова Гранада    | Колумбія                 |
| 1810 | 20 липня    | Хунта-де-Санта-Фе                        | Віцекоролівство Нова Гранада    | Колумбія                 |
| 1810 | 16 вересня  | Хунта Грито де Долорес                   | Віцекоролівство Нова Іспанія    | Мексика                  |
| 1810 | 18 вересня  | Урядова Хунта Чилі                       | Генерал-капітанство Чилі        | Чилі                     |
| 1811 | 27 лютого   | Хунта Крик Асенсио                       | Віцекоролівство Ріо-де-ла-Плата | Уругвай                  |
| 1811 | 15 травня   | Хунта дель Парагвай                      | Віцекоролівство Ріо-де-ла-Плата | Парагвай                 |
| 1811 | 5 листопада | Прімера Хунта-де-Сан-Сальвадор           | Генерал-капітанство Гватемала   | Сальвадор                |
| 1814 | 3 серпня    | Хунта-де-Гобієрно дель Куско             | Віцекоролівство Перу            | Перу                     |